# Yeovil Without
Yeovil Without – civil parish w Anglii, w hrabstwie Somerset, w dystrykcie (unitary authority) Somerset. Leży 56 km na południe od miasta Bristol i 187 km na zachód od Londynu.